# Charles Amoah
Charles Baye Amoah (* 28. Februar 1975 in Accra) ist ein ehemaliger ghanaischer Fußballspieler.

## Karriere
Als Spieler von Okwawu United aus Nkawkaw wurde Amoah in der Saison 1994/95 mit neun Treffern Torschützenkönig der Ghana Premier League. Im Sommer 1995 wechselte er zum Schweizer Zweitligisten (Nationalliga B) FC Winterthur, wurde jedoch von Trainer Martin Andermatt selten berücksichtigt und während der Saison zunächst leihweise an den Drittligisten (1. Liga) FC Frauenfeld abgegeben. Dort entwickelte sich der Konterstürmer fußballerisch weiter und erzielte in der Saison 1997/98 für die Thurgauer mehr als zwanzig Treffer, sodass der Zweitligist FC Wil unter Trainer Marcel Koller auf ihn aufmerksam wurde und im Juni 1998 verpflichtete. Der Verein verpasste am Saisonende knapp den Aufstieg in die Erstklassigkeit und Amoah wechselte nach 33 Ligaspielen mit 20 Treffern zum FC St. Gallen, für den er am 7. Juli 1999 beim 2:0-Sieg über den FC Luzern sein Debüt in der Nationalliga A feierte. Der Ghanaer wurde dort zum prägenden Spieler der Saison, die Mannschaft vom Espenmoos gewann im Mai 2000 zum ersten Mal seit 96 Jahren die Schweizer Meisterschaft, Amoah wurde mit 25 Treffern Torschützenkönig der Liga. Wegen seiner wichtigen Tore, seiner starken Dribblings und der großen Mannschaftsdienlichkeit wurde er bei den Schweizern als mit dem Prädikat „herausragend“ bedacht. Zudem wurde er als Axpo Player of the Year ausgezeichnet. In der Folgesaison wurde der Rechtsfuß mit fünf Toren in sechs Spielen zum bis heute besten Europapokal-Torschützen der St. Galler. Für die Ostschweizer war Amoah nach insgesamt 64 Pflichtspielen und 43 Toren aus finanziellen Gründen nicht mehr zu halten, sodass er am 9. Januar 2001 einen Viereinhalbjahresvertrag bei der österreichischen Topmannschaft SK Sturm Graz unterschrieb. Mit einer Transfersumme von sechs Millionen Schweizer Franken (umgerechnet etwa 54 Millionen Schilling bzw. vier Millionen Euro) stellte dies zum damaligen Zeitpunkt den teuersten Transfer der österreichischen Bundesliga dar.
Er wurde den Erwartungen nicht gerecht und kam meist nur zu Teileinsätzen. Für die Rückrunde 2006/2007 stand er beim österreichischen Erstligisten LASK Linz unter Vertrag.
Unter Trainer Giuseppe Dossena debütierte Amoah am 12. November 1999 beim 2:1-Sieg über Ägypten als Einwechselspieler für Yaw Preko in der ghanaischen Nationalmannschaft. Ende Dezember 1999 wurde er in den vorläufigen Kader für den Afrika-Cup 2000 im eigenen Land nominiert, aus dem endgültigen Aufgebot allerdings gestrichen. Bis 2003 bestritt Amoah 15 Länderspiele, in denen er zehn Treffer erzielte.

## Persönliches
Amoah ist verheiratet und hat drei Kinder. Sein ältester Sohn Winfred (* 2000) steht seit Januar 2020 im Kader der ersten Mannschaft des SK Sturm Graz. Amoah lebt mit seiner Familie in Graz und arbeitet dort in der Brauerei Puntigam.